# Келлі Стефанишин
Келлі Стефанишин (англ. Kelly Stefanyshyn, нар. 6 липня 1982, Вінніпег, Манітоба, Канада) — канадська плавчиня українського походження, яка спеціалізувалась у плаванні на спині.

## Біографія
Представляла Канаду на Олімпійських іграх 2000 у Сіднеї. У складі збірної зайняла шосте місце в естафеті 4 по 100 м. У індивідуальних змаганнях з плавання на спині на 200 м зайняла восьме місце.
1999 року на Панамериканських іграх здобула повний комплект нагород, вигравши золото на дистанції 100 м. 